# Allium aschersonianum
Allium aschersonianum — вид трав'янистих рослин родини амарилісові (Amaryllidaceae), поширений у південній Туреччині, Ізраїлі, північно-східній Лівії.

## Поширення
Поширення: південна Туреччина, Ізраїль, північно-східна Лівія.